# 梅拉 (阿列日省)
梅拉（法語：Méras）是法国阿列日省的一个市镇，属于帕米耶区（Pamiers）勒马斯-达济勒县（Le Mas-d'Azil）。该市镇2009年时的人口为111人。

## 人口
梅拉人口变化图示
| 数据来源：INSEE |